# Tanystylum styligerum
Tanystylum styligerum is een zeespin uit de familie Ammotheidae. De soort behoort tot het geslacht Tanystylum. Tanystylum styligerum werd in 1875 voor het eerst wetenschappelijk beschreven door Miers. 